# Brad Burym
Brad Burym (* 29. Mai 1975 in Winnipeg, Manitoba) ist ein ehemaliger deutsch-kanadischer Eishockeyspieler, der zuletzt für die Füchse Duisburg aktiv war.

## Karriere
Burym spielte in seiner Jugend für die University of Manitoba in der CIAU und wechselte nach dem Ende seiner Collegezeit zur Saison 1997/98 zum Örebro IK in die schwedische Division 1. Zur Saison 1998/99 unterschrieb der Verteidiger einen Vertrag beim EV Duisburg aus der damals zweitklassigen deutschen Bundesliga, spielte jedoch nach dieser Spielzeit die nächsten drei Jahre in der Eishockey-Oberliga für die Ratinger Ice Aliens, den EHC Gelsenkirchen, den ESC Erfurt und den EV Landshut.
Zur Saison 2002/03 wurde der Kanadier vom ERC Ingolstadt aus der Deutschen Eishockey Liga verpflichtet, für den er drei Jahre lang sportlich aktiv war. Als Burym zur Spielzeit 2005/06 vorerst zu den Hannover Scorpions wechselte, wurde er noch während der Saison von den Kassel Huskies abgeworben, die jedoch zum Ende der Spielzeit in die 2. Bundesliga abstiegen. Mit den „Huskies“ dominierte Burym die zweite Liga, doch verloren die Kasseler in der ersten Zweitliga-Spielzeit das Play-off-Finale und erreichten erst in der darauf folgenden Saison den Zweitliga-Meistertitel und damit den Aufstieg in die DEL.
Buryms Vertrag bei den „Huskies“ galt bis zum Ende der DEL-Saison 2008/09. Im folgenden Jahr spielte er für den Herner EV in der Oberliga, ehe er zur Saison 2010/11 einen Vertrag beim Oberliga-Aufsteiger EV Duisburg unterschrieb.
Im September 2011 beendete er verletzungsbedingt seine aktive Karriere.

## Karrierestatistik
(Legende zur Spielerstatistik: Sp oder GP = absolvierte Spiele; T oder G = erzielte Tore; V oder A = erzielte Assists; Pkt oder Pts = erzielte Scorerpunkte; SM oder PIM = erhaltene Strafminuten; +/− = Plus/Minus-Bilanz; PP = erzielte Überzahltore; SH = erzielte Unterzahltore; GW = erzielte Siegtore; 1 Play-downs/Relegation; Kursiv: Statistik nicht vollständig)